# Mairan (Mondkrater)
Mairan ist ein Einschlagkrater auf dem Hochplateau der zwischen dem Oceanus Procellarum im Westen und dem Mare Imbrium im Osten gelegenen Halbinsel. In nordnordöstlicher Richtung liegt der größenmäßig vergleichbare Krater Sharp und nordwestlich der stark erodierte Krater Louville. Entlang der südwestlichen Seite der Halbinsel verläuft eine gewundene Rille, die die Bezeichnung Rima Mairan trägt und über eine Strecke von etwa 100 Kilometern von Norden nach Süden verläuft.
Der äußere Rand von Mairan wurde durch Erosion und nachfolgende Einschläge nur unbedeutend beschädigt und hat seinen scharfkantigen Grat behalten. Die Umgebung ist rau und unregelmäßig und, vor allem im Süden und Westen, von einer Unzahl winziger Krater zernarbt.
Die Kraterinnenwände weisen einige Terrassen auf und fallen auf einen relativ ebenen Kraterboden hin ab.
Die Entstehungszeit des Kraters wird der spät-imbrischen Periode zugerechnet.
| Buchstabe | Position           | Durchmesser | Link |
| --------- | ------------------ | ----------- | ---- |
| A         | 38,61° N, 38,82° W | 17 km       |      |
| C         | 38,63° N, 46,09° W | 6 km        |      |
| D         | 40,98° N, 45,54° W | 10 km       |      |
| E         | 37,8° N, 37,25° W  | 6 km        |      |
| F         | 40,3° N, 45,17° W  | 8 km        |      |
| G         | 40,89° N, 50,82° W | 6 km        |      |
| H         | 39,29° N, 40,08° W | 5 km        |      |
| K         | 40,82° N, 41,11° W | 6 km        |      |
| L         | 39,05° N, 43,22° W | 6 km        |      |
| N         | 39,17° N, 45,6° W  | 6 km        |      |
| T         | 41,77° N, 48,41° W | 3 km        |      |
| Y         | 42,78° N, 44,14° W | 6 km        |      |

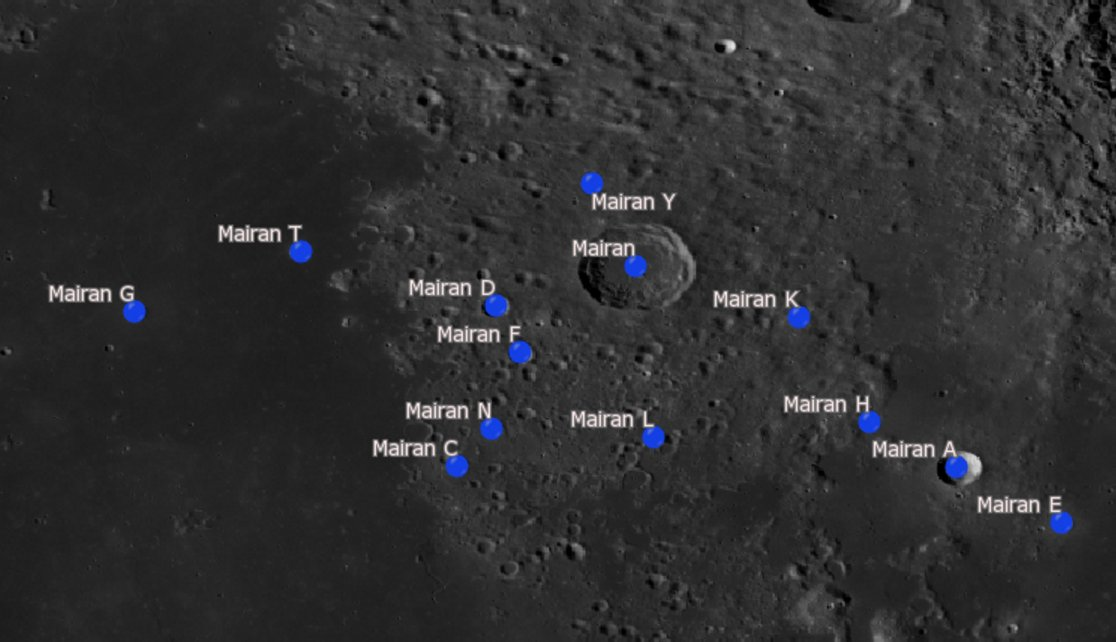
Naumann mit seinen Nebenkratern

Der Krater wurde 1935 von der Internationalen Astronomischen Union offiziell nach dem französischen Geophysiker Jean Jacques d’Ortous de Mairan benannt.

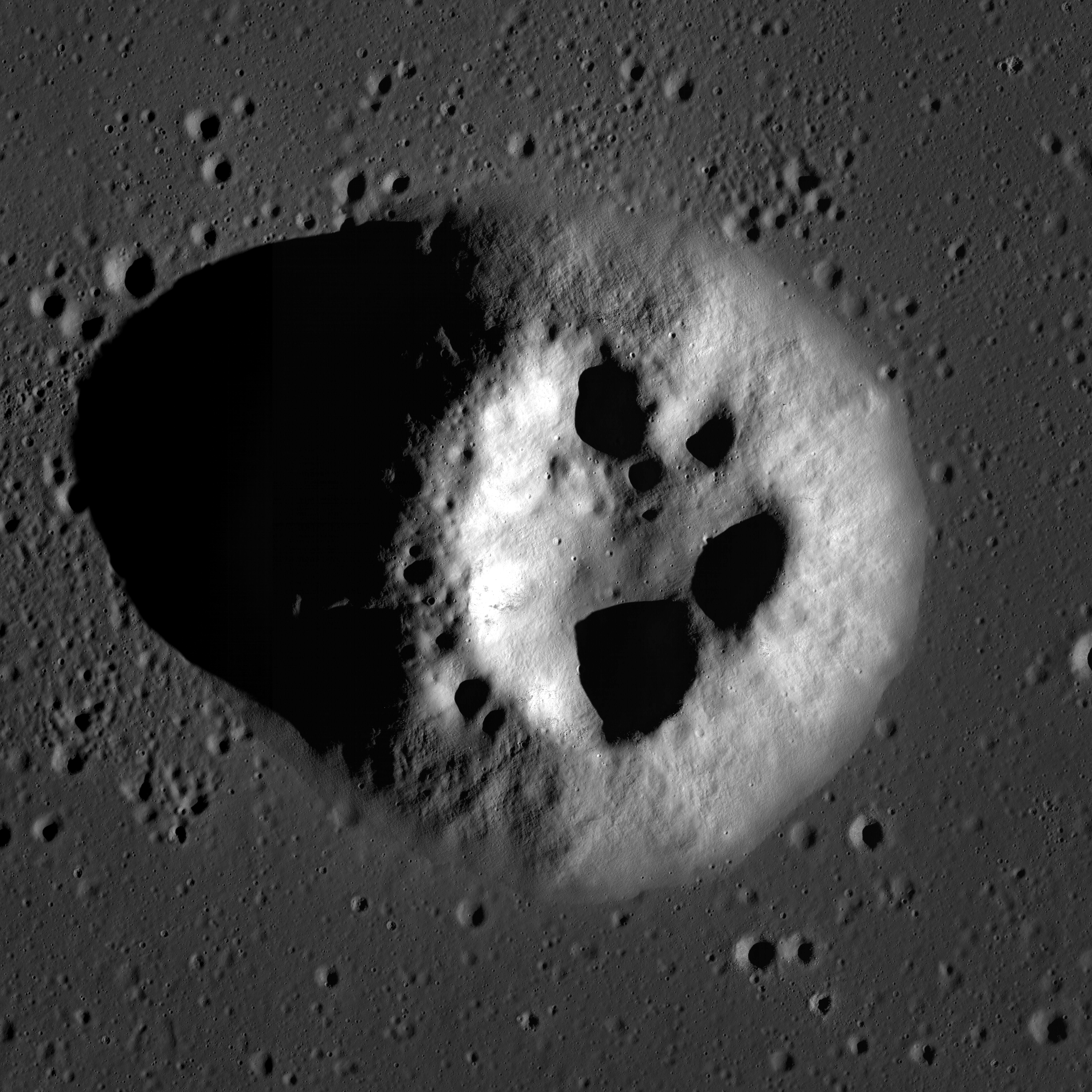
Mairan T (LRO-Aufnahme)

## Mairan T
Die meisten Mondkrater sind Einschlagkrater, es gibt aber auch vulkanische Krater. 
Im Mare westlich von Mairan erheben sich vier Kuppen, die vulkanischen Ursprungs sind, darunter auch der Nebenkrater T.